# Marcelo Fernandes (Fußballspieler, 1991)
Marcelo Fernandes (* 1. Januar 1991 in Cascavel) ist ein brasilianischer Fußballspieler mit italienischen Wurzeln.
Der Angreifer spielte von Juli 2012 bis Dezember 2012 beim österreichischen Bundesligisten FC Wacker Innsbruck. Zuvor spielte er in seiner Heimat bei AD São Caetano und ein halbes Jahr beim Bangu AC. Beim ÖFB-Cup spielte er 2012 beim 4:5-Auswärtssieg beim FC Gratkorn mit.
Im Dezember 2012 kehrte er zu Bangu AC zurück und wechselte kurz darauf zu SER Caxias do Sul. Anfang 2014 kehrte er zu Bangu AC zurück., wurde danach aber immer wieder ausgeliehen. Im Dezember 2015 wechselte Fernandes zu Yangon United nach Myanmar, mit welchem er von Februar bis April 2016 in sieben internationalen Spielen antrat (fünf Tore).
Im Januar 2017 ging Fernandes nach Vietnam zum Sài Gòn FC. Im Januar 2018 startete er dann in seiner Heimat beim ABC Natal in die Staatsmeisterschaft. Den Rest des Jahres verbrachte er beim EC XV de Novembro (Piracicaba) mit dem trat er noch im Staatspokal von São Paulo an (zehn Spiele, zwei Tore). 2019 trat er nur für den CA Juventus in der Staatsmeisterschaft an und ab Mai ohne Kontrakt. Auch seitdem hat er nur kurze Engagements bei unterklassigen Klubs.